# Сардинијски љутић
Сардинијски љутић или обични жабњак је врста љутића.

## Опис биљке
Ово је једногодишња биљка чије стабло достиже максималну величину до пола метра, мада је најчешће 10 до 30 цм високо. Прекривено је длакама које су ретке и штрче. Грана се готово од основе. Приземни листови су потпуни и троделни, док су при врху све једноставнији, да би највише постављени били седећи. Стабло даје много цветова, који су типични за овај род; са пет (или више) круничних листића златне боје. Пречник им је 1,2—2,6 цм и постављени су на избразданим цветним дршкама са прилеглим длакама. Чашични листићи су јајастог облика и лако отпадају. Гинецеум је апокарпан. Плод је спљоштена орашица жуте боје са зеленим ободом и израженим врхом у облику кљуна.

## Ареал и станиште
Распрострањена је у Европи, Азији и Северној Америци, а може се наћи на влажним ливадама и пашњацима. Јавља се и на обрадивим површинама. Осим што тражи влажне терене, погодује јој минерализовано земљиште киселе pH вредности.

## Значај
За стоку је шкодљива због отровног протоанемонина којег садржи у знатној мери.